# 卧佛镇
卧佛镇，是中华人民共和国重庆市潼南区下辖的一个乡镇级行政单位。2019年12月，撤销石鼓乡和悦来乡，将原石鼓乡和原悦来乡火塔村、双凤村、五龙村、鱼钩村、玉山村、洞福村所属行政区域划归卧佛镇管辖。

## 行政区划
卧佛镇下辖以下地区：
卧佛镇社区、独田村、冷坝村、月坝村、香炉村、河口村、天台村、大堂村、文曲村、太白村、横房村、新都村、玉蕉村、金马村、百花村和马龙村。